# Krąglik

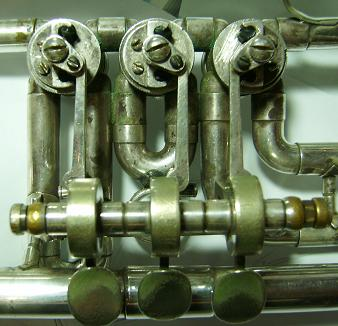
Wentyle obrotowe połączone z krąglikami

Krąglik, także kromlik – rurka, która jest włączana do obiegu instrumentu dętego blaszanego za pomocą wentyla. Powietrze przepływające przez krąglik pokonuje dłuższą drogę i co za tym idzie dźwięk obniża się. Krągliki są ruchome celem dostrojenia poszczególnych dźwięków lub wylania skroplonej wody z instrumentu.